# 福井市木田小学校
福井市木田小学校（ふくいし きだしょうがっこう）は、福井県福井市木田一丁目にある公立小学校。

## 沿革
- 1872年（明治5年） - 学制発布により、下馬小学校が誕生。
- 1889年（明治22年） - 町村制施行により足羽郡木田村下馬小学校となる。
- 1891年（明治24年） - 学制改革により下馬尋常小学校と改称。
- 1894年（明治27年） - 下馬尋常小学校を廃し、木田尋常小学校が誕生。
- 1936年（昭和11年）10月1日 - 足羽郡木田村が福井市に編入合併、福井市木田尋常小学校となる。
- 1941年（昭和16年）4月1日 - 福井市木田国民学校に改称。
- 1947年（昭和22年）4月1日 - 福井市木田小学校に改称。
- 2007年（平成19年）4月1日 - 2学期制を開始。

## 学校周辺
- 福井市明倫中学校
- 福井南郵便局

## 学年
- 学年の色は6色。
  - 群青色：干支が子年、午年。
  - 赤：干支が巳年、亥年。
  - 水色：干支が辰年、戌年。
  - 小豆色：干支が卯年、酉年。
  - 緑：干支が寅年、申年。
  - 黄色：干支が丑年、未年。

## 著名な卒業生
- 坪内知佳（コンサルタント、起業家）